# Činžovní domy Čelakovského 637–639
Činžovní domy Čelakovského 637–639 jsou řadové městské domy z let 1921–1923, situované v Čelakovského ulici v blízkosti Masarykova náměstí v Hradci Králové.

## Historie
Nárožní dům čp. 637 vznikl v letech 1921–1922, navazující domy čp. 638 a 639 pak v letech 1921–1923.

## Architektura
Fronta domů v Čelakovského ulici je nejvýraznější realizací architekta Jindřicha Freiwalda ve spolupráci s Jaroslavem Böhmem v Hradci Králové. Jedná se o velkoměstskou architekturu, které měla tvořit důstojnou kulisu městskému bulváru.
Fasáda nárožního domu, směřující do ulice Karla Hynka Máchy, je završena nápadným trojúhelníkovým štítem se sdruženým trojoknem. Oblouk nároží je zdoben kanelovanými lizénami. Zajímavým prvkem fasád všech domů jsou také dekorativní rondely s reliéfy putti.
V přízemí domů byly umístěny obchody a sklady, v patrech pak dvou– a třípokojové byty. Všechny byty byly vybaveny samostatnou toaletou, spíží a koupelnou, třípokojové pak disponovaly i pokojíkem pro služku.